# Ivy Nicholson
Ivy Nicholson, nata Irene Nicholson (New York, 22 febbraio 1933 – Bellflower, 25 ottobre 2021) è stata una supermodella e attrice statunitense.

## Biografia
Comincia a fare la modella a 16 anni. Posa per le copertine delle principali riviste di moda quali Vogue, Harper's Bazaar, Life, Elle, diventa una protagonista del jet-set internazionale ed è considerata una delle più eleganti modelle al mondo.
A metà degli anni 50 si trasferisce in Italia e sfila per alcuni grandi stilisti dell'epoca come le Sorelle Fontana, Vincenzo Ferdinandi, Fernanda Gattinoni, Simonetta, Alberto Fabiani e Emilio Pucci.
Nel 1954 a Parigi, sfila per Givenchy e Christian Dior.
Partecipa con piccole parti a Un americano a Roma con Alberto Sordi, a Senso di Luchino Visconti, Gli sbandati di Citto Maselli e con Steno Le avventure di Giacomo Casanova.
Torna negli USA e entra nel giro di Andy Warhol, di cui diventa musa e amica, partecipando come attrice a molti film prodotti dalla Factory (Batman Dracula, Couch, Four Stars, I, a Man, John and Ivy).
Dopo una vita in povertà per le strade di San Francisco, ritorna a vivere nel benessere, girando il film warholiano The dead life e completando la sua autobiografia dal titolo "Warhol’s bride".
È morta nel 2021.

## Filmografia
- Senso, regia di Luchino Visconti (1954)
- Un americano a Roma, regia di Steno (1954)
- Le avventure di Giacomo Casanova, regia di Steno (1955)
- Gli sbandati, regia di Francesco Maselli (1955)
- A House of Sand, regia di Robert Darin (1962)
- Soap Opera, regia di Andy Warhol (1964)
- Batman Dracula, regia di Andy Warhol (1964)
- Since, regia di Andy Warhol (1964)
- I a Man, regia di Paul Morrissey e Andy Warhol (1967)
- ****, regia di Andy Warhol (1967)
- The Loves of Ondine, regia di Paul Morrissey e Andy Warhol (1968)
- Les femmes, regia di Jean Aurel (1969)
- The Dead Life, regia di Ivy Nicholson (2005)